# توم بريغز
توم بريغز (بالإنجليزية: Tom Briggs)‏ (11 مايو 1919 في المملكة المتحدة - 7 نوفمبر 1999 في المملكة المتحدة) هو لاعب كرة قدم بريطاني (وحمل سابقاً جنسية المملكة المتحدة لبريطانيا العظمى وأيرلندا) في مركز الظهير. لعب مع نادي كرو ألكساندرا وهدرسفيلد تاون.